# 朗热斯
朗热斯（法語：Langesse，法語發音：[lɑ̃ʒɛs]）是法国卢瓦雷省的一个市镇，属于蒙塔日区。

## 地理
朗热斯（47°49'14"N, 2°39'36"E）面积8.97 平方千米，位于法国中央-卢瓦尔河谷大区卢瓦雷省，该省份为法国中北部省份，北起埃松省，西北接厄尔-卢瓦省，西南接卢瓦-谢尔省，南至涅夫勒省和谢尔省，东临约讷省，东北接塞纳-马恩省。
与朗热斯接壤的市镇（或旧市镇、城区）包括：瓦雷讷-尚日、莱舒、索兰河畔勒穆利内、韦尼松河畔诺让。

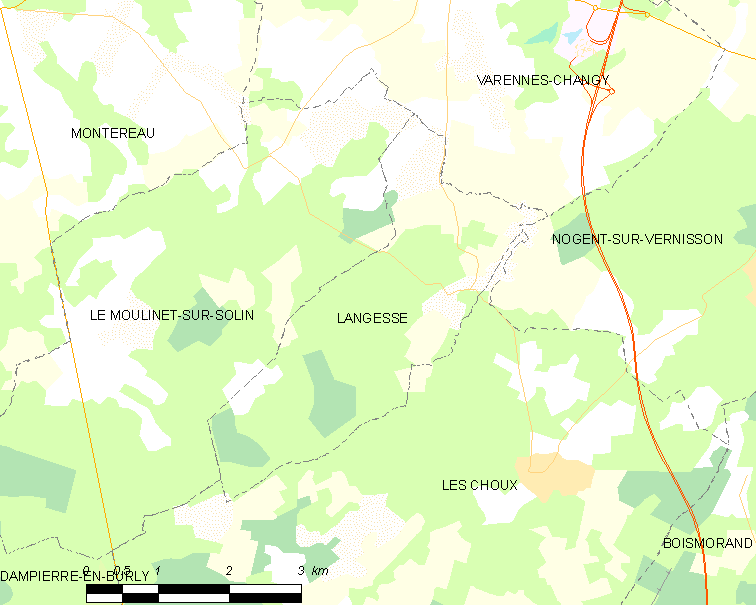
朗热斯的OSM定位图

朗热斯的时区为UTC+01:00、UTC+02:00（夏令时）。

## 行政
朗热斯的邮政编码为45290，INSEE市镇编码为45180。

## 政治
朗热斯所属的省级选区为日安县。

## 人口

1962-2008年间朗热斯人口变化图示

朗热斯于2022年1月1日时的人口数量为86人。